# Убийцы (фильм, 1964)
«Убийцы» (англ. The Killers; 1964) — художественный фильм Дона Сигела по мотивам одноимённого рассказа Эрнеста Хемингуэя.
Это была последняя роль Рональда Рейгана в кино перед уходом из кино в 1966 году.

## Сюжет
Наёмные убийцы Чарли и Ли убивают бывшего автогонщика Джонни Норта. Они знают, что Норт участвовал в ограблении на миллион долларов, и хотят найти этот миллион. Также их интересует вопрос, почему жертва не пыталась от них скрыться. Они узнают о прошлом Джонни Норта, находят его сообщников, возлюбленную и того, кто заказал его убийство.

## В ролях
- Ли Марвин — Чарли Стром
- Энджи Дикинсон — Шила Фарр
- Джон Кассаветис — Джонни Норт
- Клу Галагер — Ли
- Клод Экинс — Эрл Сильвестр
- Норман Фелл — Мики Фармер
- Рональд Рейган — Джек Браунинг
- Вирджиния Кристин — мисс Уотсон
- Бёрт Мастин — старик

## Съёмочная группа
- Производство: Universal Pictures
- Режиссёр: Дон Сигел
- Продюсер: Дон Сигел
- Авторы сценария: Эрнест Хемингуэй (рассказ), Джин Л. Кун
- Оператор: Ричард Л. Ролингс
- Композитор: Джон Уильямс